# Bertil Bagare-Kindgren

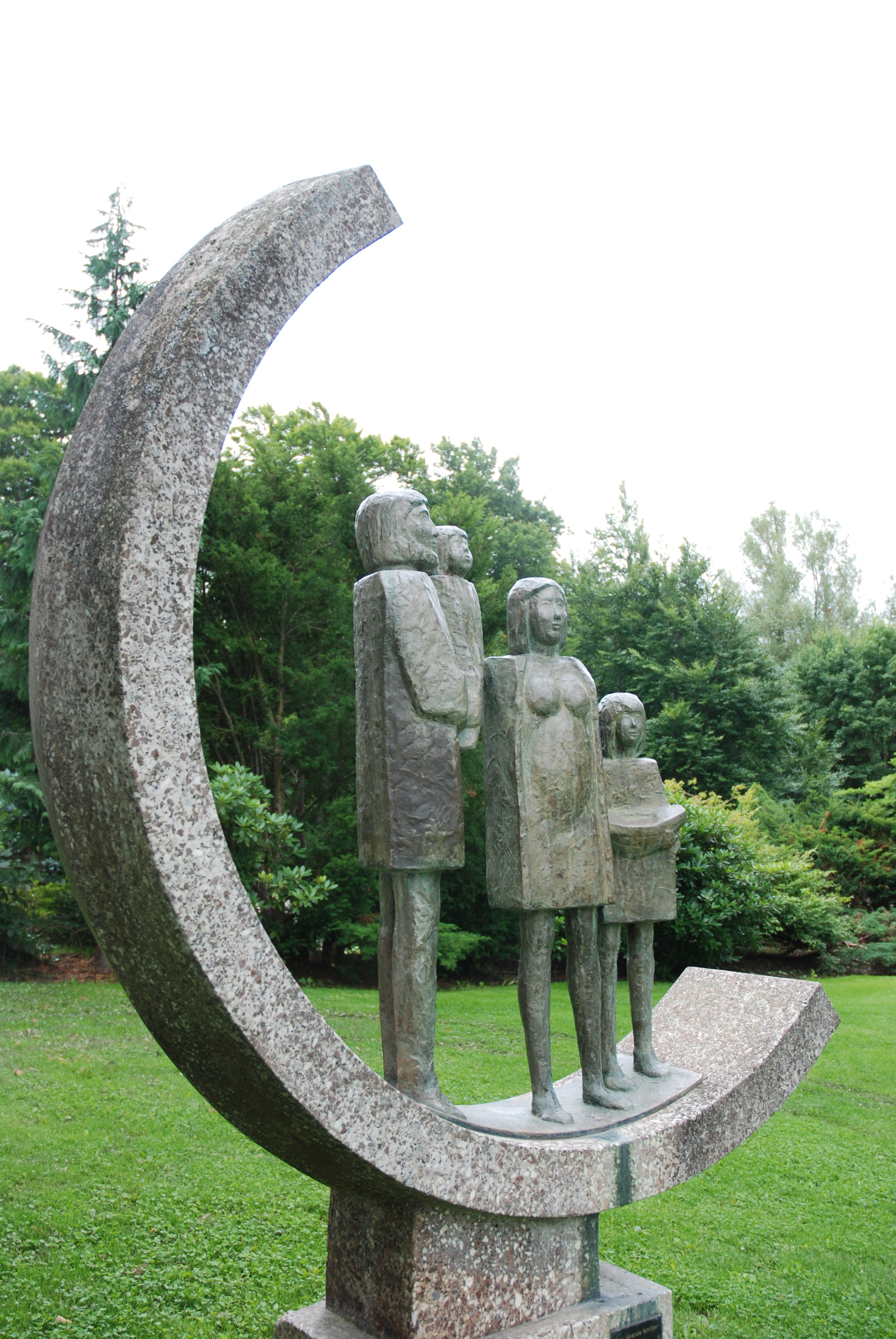
Den växande familjen (1974)

Erik Gustaf Bertil "Bagare" Kindgren, född 23 september 1913 i Linköping, död 3 februari 2002 i Örebro, var en svensk målare, tecknare och skulptör. 
Han var son till bagaren Gustav Edvin Florentin Kindgren och Hilma Katarina Gustavsson samt äldre bror till konstnärerna Maj Morin och Lennart Kindgren.
Bagare-Kindgren arbetade som bagare och var som konstnär autodidakt. Hans konst består av teckningar och oljemålningar med landskapsmotiv, både realistiska och abstrakta, samt skulpturer. 
Bland hans offentliga arbeten märks statyn Den växande familjen i Örebro stadspark samt verk vid Skebäcks sjukhem i Örebro, Karlslundsskolan i Örebro, Vivallaskolan i Örebro, Sandvikens sjukhem, Vingåkers kommun, Örebro bibliotek, Civilförsvaret i Rosersberg och utsmyckningen för bostadsområdena Stopet, Granen och Kannan i Norrköping. 
Bagare-Kindgren är representerad i Örebro läns museum,  Karlstad kommun, Örebro kommun, Villmanstrand i Finland, Östergötlands läns landsting, Örebro läns landsting, Västernorrlands läns landsting, Gävleborgs läns landsting och Statliga samlingar.